# جورج أريكسون
جورج أريكسون (بالفنلندية: Georg Eriksson)‏ هو سياسي فنلندي، ولد في 19 يناير 1901، وتوفي في 28 فبراير 1964. انتخب عضو برلمان فنلندا ‏.